# Kabeza de Lenteja
Kabeza de Lenteja fue una banda de punk rock ecuatoriano formada en Manta, Manabi; Ecuador en el 2010 y disuelta siete años más tarde en 2017. Su formación compuesta por Xavier PB (voz guitarra), Álex Largacha (voz guitarra), Pancho Bass (bajo) y Jonh Jairo Vélez (batería).
Caracterizaron sus composiciones con ritmos veloces y agresivos que daban el aspecto de un punk simple, duro y energético, la mayoría de sus canciones son cortas y tienen letras minimalistas, repetitivas e irónicas que combinan humor y crítica para referirse a los temas sociales, políticos y de experiencias cotidianas. Su estilo musical se personifica en referencia a la identidad cultural de su localidad (Manabi) y dando honor a la lucha constante y el gusto por divertirse "salir a joder, tomar currincho o caña", lo denominaron punk manaba. Sus influencias musicales se desprenden de bandas como El Retorno de Exxon Valdez, Rocola Bacalao, Flema, NOFX, Ramones, etc. 
Kabeza de Lenteja lideró una escena musical incluyente de diversos estilos en Manta, compartiendo escenario en el emblemático Bar de los Kabeza con otras bandas nacionales e internacionales, se dice que influencio a muchas bandas de punk que en aquel entonces sembraron también un precedente importante para la cultura roquera de Manta. En sus siete años de actividad la banda publicó un álbum de estudio "Hecho en Casa", el EP "Tiezo y Volado" y grabó maquetas y varios temas caseros que se encuentran en varias plataformas de internet, además sus músicas aparecen en diversos compilatorios de Punk Nacional así como extranjeros. Para el 2014 la banda hace una gira internacional por el Perú, siendo "Perú Baila Ska" y "Rock en Ate" los festivales limeños en los cuales asistieron.  
En el 2016 la banda debutó en el (Quito Fest), El festival internacional de música alternativa más importante del Ecuador.

## Historia
Orígenes y trayectoria 
La formación se remontan a mediados del 2010 cuando varios amigos se reúnen para hacer música por diversión, inicialmente la banda estuvo compuesta por 6 integrantes y que al principio hacían cover distorsionados de baladas latinas, como la mayoría de bandas adolescentes inician tocando en bares, colegios y fiestas, pero a medida que pasaban los días decidieron optar por componer sus propios temas y diferenciarse por un estilo propio, quedando con su formación principal con Xavier PB y Alex Largacha en las guitarras y voces, Pancho Bass en el bajo y Jhon Jairo en la batería. 
Con varias participaciones en la escena local la banda fue dándose a conocer por sus canciones directas que hablan de contaminación, problemas sociales y experiencias cotidianas. Graban en el 2011 los sencillos Río Burro, Que bonita es mi ciudad y Manuela, La canción "Río Burro" es uno de los temas que llamó la atención por ser uno de los problemas reales que soporta la ciudad de Manta, convirtiéndose en una bandera de protesta contra la contaminación que sufre la ciudad con los permanentes reboses de aguas servidas. En el 2012 con Kenneth Gorozabel ocupando el puesto de baterista y Richard Peñafiel "Pimpi" en el Huiro, salen por primera vez de su provincia para tocar en Quito en un festival de guerras de bandas y también participan en los eventos "Gritos de Libertad en Ambato" y "Xanxo fest en Guayaquil". 
Entre mayo del 2012 a febrero del 2013 graban Hecho en casa, su primer álbum de estudio lanzado de manera independiente. Este álbum tuvo una aceptación significativa que logró que la banda se expandiera dándose a conocer no solo localmente si no nacional y gracias a la libre descarga en la web internacionalmente, de este disco solo se editaron 300 copias las cuales se agotaron pocos días de su lanzamiento. Hecho en casa es un álbum con temas simples, directo e irónico con ritmos que van desde el Punk al Ska, Cumbia, reggae y Hardcore enfrascado con una dosis de actitud local dio como resultado un estilo denominado Punk Manaba.
A pesar de los constantes cambios en la batería, en julio de 2013 la banda participa en el Huasamalatrapa II, tocando junto a los grupos Pateando Asfalto y Laucha Seca, dos reconocidas bandas de punk y ska de Chile. Para inicios del 2014, y ya con el regreso de Jhon Jairo en la batería, la banda se prepara para salir a su primera gira internacional teniendo como punto de llegada las tierras del Perú, participando en conciertos cada vez más grandes y compartiendo escenario con reconocidas bandas de ese país, obteniendo una buena aceptación por parte del público peruano. 
El mismo año lanzan su EP Tiezo y Volado. En 2015 la banda participa en varios festivales en donde comparten escena con reconocidas bandas internacionales como: La Banda a Kaader (Francia), Solidagite (Francia), Leuzemia (Perú). En 2016 la banda es invitada a participar en el Quito Fest, compartiendo cartel junto a Réplika, Legión y Ciclos de Portoviejo, Mortal Decisión y Descomunal de Quito y Bajo Sueños de Cuenca.

## Formación
- Xavier PB - voz, guitarra
- Álex Largacha - voz, guitarra
- Pancho Bass – bajo
- John Jairo Vélez – batería

Miembros anteriores 
- Kenneth Chavales (Batería)
- Richard "Pimpi" (Huiro)
- Eduardo Cedeño (Batería)
- Darwin Mora (3.ª Guitarra)
- Pablo Rivera (Batería)
- Ángel García (Voz)

## Festivales
- QuitoFest 2016 (QUITO)
- Huasamaltrapa IV 2016 (MONTECRISTI)
- JocayFestival 2015 (MANTA)
- Alfaro Raymi 2015 (PORTOVIEJO)
- Culturizarte 2015 (PORTOVIEJO
- 37 Años del Punk 2014 (QUITO)
- It Is Alive2 2014 (RIOBAMBA)
- Xanxo Fest 2013 (GUAYAQUIL)
- Vico Fest 2013 (LA TRONCAL)
- Punk Undergroup 2013 (LOJA)
- Grito de Libertad 2012 (AMBATO)
- Guerras de Bandas 2012 (QUITO)

GIRA PERU "TIEZO Y VOLADO" 2014 
- Perú Baila Ska 3 (LIMA)
- Rock en ATE (LIMA)

## Discografía
| Año  | Título                | Discográfica  | Formato |
| ---- | --------------------- | ------------- | ------- |
| 2013 | Hecho en casa (álbum) | Independiente | Disco   |

| Año  | Título            | Discográfica            | Formato |
| ---- | ----------------- | ----------------------- | ------- |
| 2015 | Tiezo y Volado EP | Undercaleta Grajorecord | EP      |